# بارخانی
بارخانی (به لاتین: Barkhany) یک منطقهٔ مسکونی در روسیه است که در استان آستراخان واقع شده‌است.